# Шарбораска (Ђенова)
Шарбораска је насеље у Италији у округу Ђенова, региону Лигурија.
Према процени из 2011. у насељу је живело 1732 становника. Насеље се налази на надморској висини од 198 м.